# Triathlon de Mooloolaba
Le Triathlon de Mooloolaba est une course qui se déroule à Mooloolaba, en Australie. Il a lieu tous les ans depuis 2005.
Organisé par l'ITU, ce triathlon est un événement majeur dans le calendrier international du fait de son label « World Cup ».

## Palmarès

### Masculin
| Épreuves | Or                                      | Argent                                  | Bronze                                  |
| -------- | --------------------------------------- | --------------------------------------- | --------------------------------------- |
| 2020     | Ryan Sissons (NZL) 51 min 50 s          | Hayden Wilde (NZL) 51 min 50 s          | Luke Willian (POR) 51 min 54 s          |
| 2019     | Tyler Mislawchuk (CAN) 52 min 14 s      | Brandon Copeland (AUS) 52 min 19 s      | Valentin Wernz (GER) 52 min 22 s        |
| 2018     | Richard Murray (ZAF) 53 min 09 s        | Matthew Hauser (AUS) 53 min 13 s        | Matthew McElroy (USA) 53 min 17 s       |
| 2017     | Luke Willian (AUS) 1 h 43 min 48 s      | Drew Box (AUS) 1 h 43 min 56 s          | Sam Ward (NZL) 1 h 43 min 58 s          |
| 2016     | Mario Mola (ESP) 52 min 55 s            | Vicente Hernandez (ESP) 53 min 00 s     | Joao Pereira (POR) 53 min 12 s          |
| 2015     | David Hauss (FRA) 55 min 22 s           | Jacob Birtwhistle (AUS) 55 min 24 s     | Vicente Hernandez (ESP) 55 min 31 s     |
| 2014     | Mario Mola (ESP) 54 min 18 s            | Richard Murray (RSA) 54 min 37 s        | Sven Riederer (SUI) 55 min 04 s         |
| 2013     | Javier Gomez (ESP) 1 h 54 min 32 s      | Matt Chrabot (USA) 1 h 54 min 53 s      | Peter Kerr (AUS) 1 h 54 min 55 s        |
| 2012     | Laurent Vidal (FRA) 1 h 53 min 22 s     | Brad Kahlefeldt (AUS) 1 h 53 min 22 s   | David Hauss (FRA) 1 h 53 min 22 s       |
| 2011     | Brad Kahlefeldt (AUS) 1 h 51 min 52 s   | Brendan Sexton (AUS) 1 h 51 min 55 s    | David Hauss (FRA) 1 h 51 min 55 s       |
| 2010     | Brad Kahlefeldt (AUS) 1 h 51 min 31 s   | Stuart Hayes (GBR) 1 h 51 min 41 s      | James Seear (AUS) 1 h 51 min 58 s       |
| 2009     | Courtney Atkinson (AUS) 1 h 52 min 05 s | Kris Gemmell (NZL) 1 h 52 min 15 s      | Brad Kahlefeldt (AUS) 1 h 52 min 50 s   |
| 2008     | Javier Gomez (ESP) 1 h 49 min 50 s      | Brad Kahlefeldt (AUS) 1 h 50 min 14 s   | Tim Don (GBR) 1 h 50 min 23 s           |
| 2007     | Brad Kahlefeldt (AUS) 1 h 49 min 42 s   | Javier Gomez (ESP) 1 h 49 min 26 s      | Kris Gemmell (NZL) 1 h 49 min 36 s      |
| 2006     | Bevan Docherty (NZL) 1 h 49 min 42 s    | Hunter Kemper (USA) 1 h 49 min 45 s     | Courtney Atkinson (AUS) 1 h 49 min 57 s |
| 2005     | Simon Thompson (AUS) 1 h 58 min 38 s    | Courtney Atkinson (AUS) 1 h 59 min 05 s | Paul Amey (GBR) 1 h 59 min 35 s         |

### Féminin
| Épreuves | Or                                      | Argent                                  | Bronze                                     |
| -------- | --------------------------------------- | --------------------------------------- | ------------------------------------------ |
| 2020     | Vicky Holland (GBR) 57 min 46 s         | Georgia Taylor-Brown (GBR) 58 min 01 s  | Ashleigh Gentle (AUS) 58 min 13 s          |
| 2019     | Ashleigh Gentle (AUS) 58 min 15 s       | Renee Tomlin (USA) 58 min 21 s          | Angelica Olmo (ITA) 58 min 25 s            |
| 2018     | Emma Jeffcoat (AUS) 59 min 35 s         | Kirsten Kasper (USA) 59 min 51 s        | Angelica Olmo (ITA) 1 h 00 min 00 s        |
| 2017     | Emma Jackson (AUS) 1 h 56 min 36 s      | Ashleigh Gentle (AUS) 1 h 56 min 52 s   | Claudia Rivas (MEX) 1 h 58 min 18 s        |
| 2016     | Jodie Stimpson (GBR) 58 min 31 s        | Emma Moffatt (AUS) 58 min 48 s          | Kirsten Kasper (USA) 58 min 56 s           |
| 2015     | Tamara Gómez (ESP) 1 h 01 min 42 s      | Amélie Kretz (CAN) 1 h 01 min 46 s      | Ashleigh Gentle (AUS) 1 h 02 min 01 s      |
| 2014     | Gwen Jorgensen (USA) 59 min 55 s        | Katie Hursey (USA) 1 h 00 min 10 s      | Ai Ueda (JPN) 1 h 00 min 14 s              |
| 2013     | Anne Haug (GER) 2 h 04 min 31 s         | Jodie Stimpson (GBR) 2 h 04 min 53 s    | Emma Moffatt (AUS) 2 h 05 min 24 s         |
| 2012     | Erin Densham (AUS) 2 h 03 min 32 s      | Nicola Spirig (SUI) 2 h 04 min 24 s     | Andrea Hewitt (NZL) 2 h 04 min 31 s        |
| 2011     | Nicky Samuels (NZL) 2 h 03 min 13 s     | Emma Moffatt (AUS) 2 h 03 min 34 s      | Barbara Riveros Diaz (CHI) 2 h 03 min 56 s |
| 2010     | Vendula Frintová (CZE) 2 h 03 min 15 s  | Tomoko Sakimoto (JPN) 2 h 03 min 27 s   | Liz Blatchford (GBR) 2 h 03 min 43 s       |
| 2009     | Kirsten Sweetland (CAN) 2 h 01 min 59 s | Emma Moffatt (AUS) 2 h 02 min 55 s      | Daniela Ryf (SUI) 2 h 03 min 02 s          |
| 2008     | Emma Snowsill (AUS) 2 h 00 min 44 s     | Vanessa Fernandes (POR) 2 h 01 min 22 s | Lisa Nordén (SWE) 2 h 02 min 07 s          |
| 2007     | Emma Snowsill (AUS) 1 h 59 min 20 s     | Erin Densham (AUS) 1 h 59 min 51 s      | Vanessa Fernandes (POR) 2 h 00 min 01 s    |
| 2006     | Annabel Luxford (AUS) 2 h 01 min 10 s   | Liz Blatchford (GBR) 2 h 01 min 45 s    | Andrea Hewitt (NZL) 2 h 01 min 59 s        |
| 2005     | Loretta Harrop (AUS) 2 h 08 min 26 s    | Emma Snowsill (AUS) 2 h 10 min 11 s     | Annabel Luxford (AUS) 2 h 11 min 29 s      |